# To the Max
To the Max è un singolo del produttore e musicista hip hop statunitense DJ Khaled, pubblicato nel 2017 ed estratto dall'album Grateful. Il brano vede la partecipazione del rapper canadese Drake.
La canzone contiene un sample tratto da Gus Get Em Right di Jay-O e un sample vocale di Jodie Aysha dalla canzone Heartbroken remixata da T2.

## Tracce
- Download digitale

1. To the Max (featuring Drake) – 3:13